# Sam Ford
Samuel Clarence "Sam" Ford, född 7 november 1882 i Albany, Kentucky, död 25 november 1961 i Helena, Montana, var en amerikansk republikansk politiker. Han var Montanas guvernör 1941–1949.
Ford avlade 1906 juristexamen vid University of Kansas och arbetade sedan som advokat i Helena. Han var Montanas justitieminister (attorney general) 1917–1921 och tjänstgjorde som domare i Montanas högsta domstol 1929–1933.
Ford efterträdde 1941 Roy E. Ayers som guvernör och efterträddes 1949 av John W. Bonner. Ford avled 1961 och gravsattes på Forestvale Cemetery i Helena.